# Alaixys Romao
Alaixys Romao (L'Haÿ-les-Roses, 18 de janeiro de 1984) é um  futebolista do togolês que atua como volante. Atualmente, joga no Guingamp.

## Carreira
Romao que é nascido na França, fez quase toda sua carreira no país de nascimento, atuando em times pequenos e medios, com exceção do Marseille que defendeu por quatro temporadas.

## Seleção nacional
Romao é um dos jogadores mais bem sucedidos na história do Togo, e com longa história pela seleção sendo um das figuras mais conhecidas.
Ao longo da sua trajetória atuou em quatro edições da CAN (2006, 2010, 2013 e 2017) e na Copa do Mundo de 2006, unica participação de Togo na historia.

## Títulos
Olympiakos
- Superliga Grega: 2016-17